# Bakad potatis

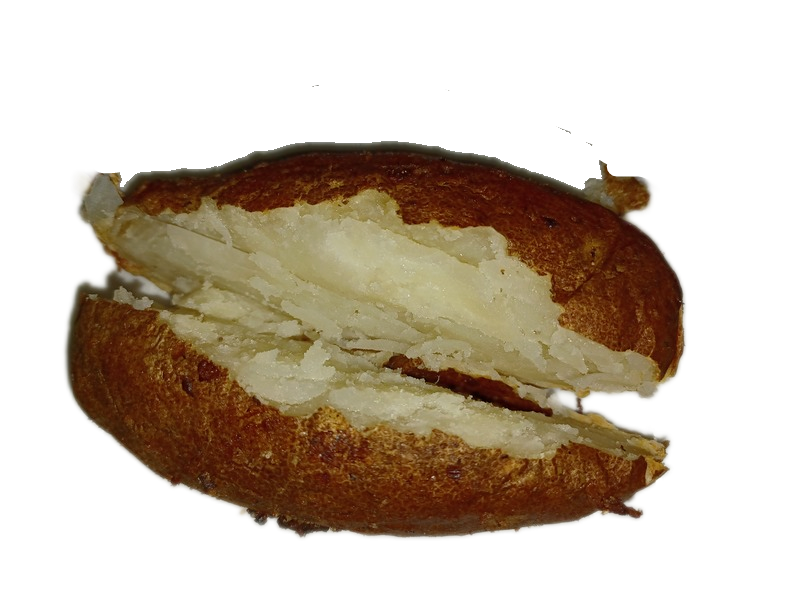
En bakad potatis.

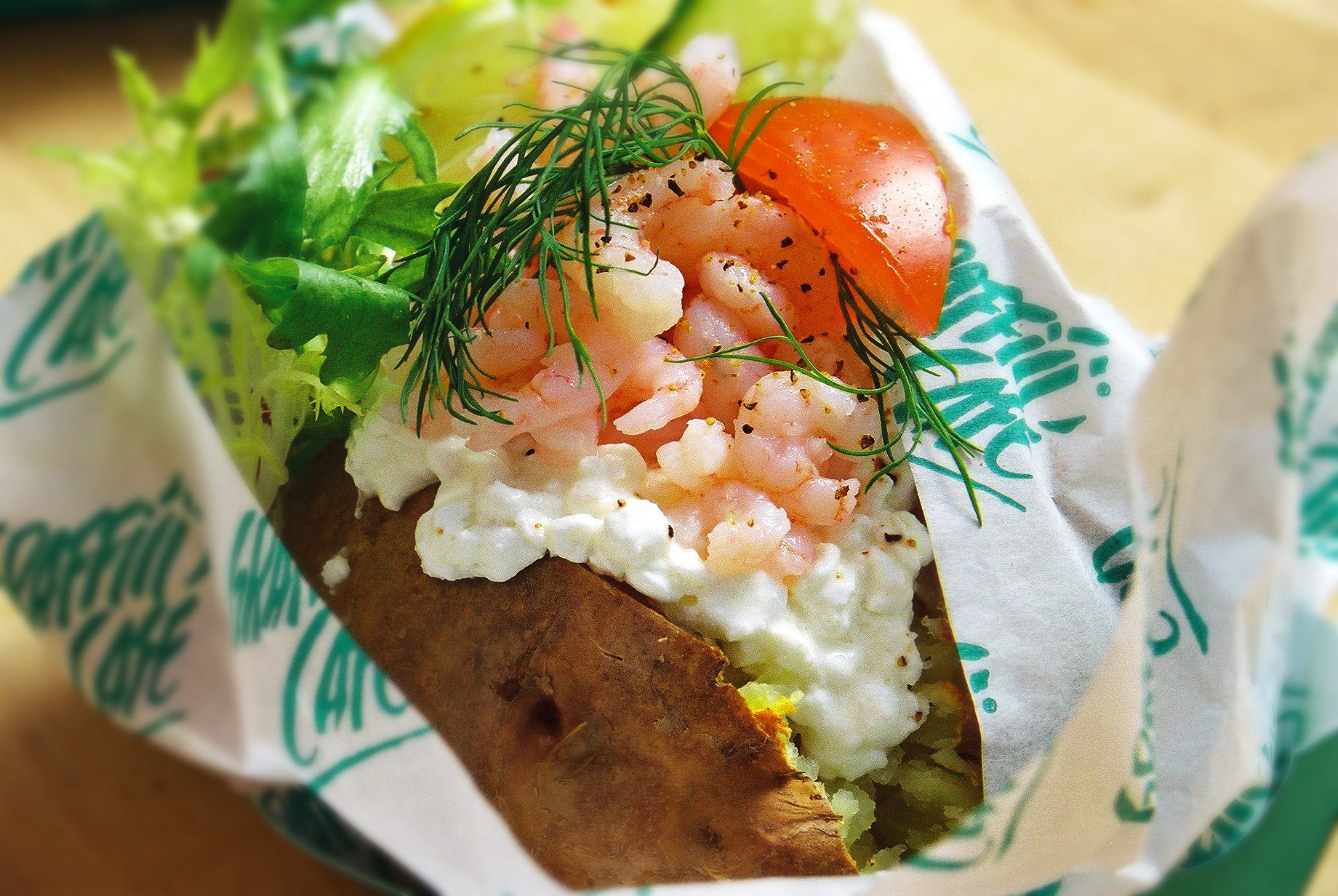
Bakad potatis fylld med bland annat keso och räkor.

Bakad potatis är en maträtt bestående av hela och oskalade potatisar som ugnsbakats.
Vanligtvis används stora potatisar av mjölig sort, men även små potatisar kan användas. Potatisarna bör däremot vara jämnstora. I handeln finns speciell bakpotatis som är lämpad just för ugnsbakning.

## Tillagning
Tillagningstiden i konventionell ugn är 50–60 minuter. Man kan även tillaga rätten på cirka 10 minuter i mikrovågsugn efter att man stuckit flera små hål i potatisen med en gaffel. Man bör inte använda aluminiumfolie vid tillagningen, eftersom det förlänger tillagningstiden. Däremot kan det användas för att hålla potatisarna varma efter tillagningen.

## Servering
Vid servering skär man ofta upp ett kryss på potatisens ovansida och trycker till på sidorna så att innehållet väller upp och blir åtkomligt. Sedan gröper man ur den oskalade potatisen med en gaffel eller en tesked. Den kan serveras med en klick smör eller aromsmör. Alternativt kan den gröpas ur något och fyllas med exempelvis crème fraîche eller gräddfil, örter, ostar, löjrom eller kaviar, skinktärningar, skagenröra[källa behövs] eller grönsaker. Bakad potatis serveras ofta som tillbehör till andra maträtter.